# Izsiste
Izsiste (macedónul: Ижиште) település Észak-Macedóniában, a Délnyugati körzet Makedonszki Brod-i járásában.

## Népesség
| Lakosok száma | 413  | 254  | 197  | 119  | 72   | 90   | 79   | 63   | 178  |
|               | 1948 | 1953 | 1961 | 1971 | 1981 | 1991 | 1994 | 2002 | 2021 |

2002-ben 63 lakosa volt, akik közül 53 török és 10 macedón.